# نرسس یریتسیان
نِرسِس هنریکی یریتسیان (ارمنی: Ներսես Հենրիկի Երիցյան؛ زادهٔ ۲۳ فوریهٔ ۱۹۷۱) سیاست‌مدار، و اقتصاددان اهل ارمنستان که از ۲۱ آوریل ۲۰۰۸ تا ۱۷ دسامبر ۲۰۱۰ در کابینه دولت تیگران سارگسیان سمت وزارت انرژی و منابع طبیعی جمهوری ارمنستان و از ژوئن ۲۰۰۷ تا ۲۱ آوریل ۲۰۰۸ در دولت اول سرژ سارگسیان سمت وزیر تجارت و توسعه اقتصادی ارمنستان را بر عهده داشت. یریتسیان از ۲۱ دسامبر ۲۰۱۰ تا کنون به عنوان قائم مقام رئیس بانک مرکزی ارمنستان مشغول به خدمت است.

## زندگینامه
در ۲۳ فوریهٔ ۱۹۷۱ در ایروان به دنیا آمد و از دانشگاه دولتی اقتصاد ارمنستان فارغ التحصیل شد. 